# ボロンカ・ツヴェトナ

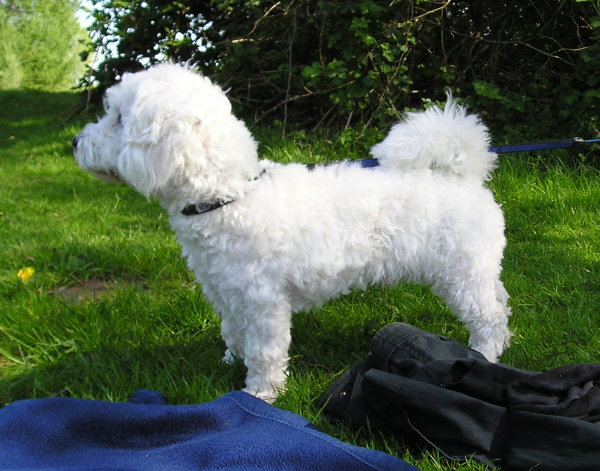
ボロンカ・ツヴェトナ

ボロンカ・ツヴェトナ（英：Bolonka Zwetna）は、ロシア原産の愛玩犬種のひとつである。別名はツヴェトナ・ボロンカ（英：Zwetna Bolonka）。

## 歴史
18世紀にロシアにもたらされ、上流階級の貴婦人の抱き犬にとして流行したビション・フリーゼがもととなっている。ロシア革命の後、1950年代に改良が行われ始め、ボロニーズや小型の愛玩犬種を交配させて誕生した。本種もビション・フリーゼと同じく身分の高い人の愛玩犬として扱われ続け、民間への譲渡や外国への輸出は厳しく制限され、門外不出の犬として更に改良が重ねられていった。
ソ連解体後、ボロンカ・ツヴェトナは貴族以外の人も飼育ができるようになり、はじめてロシアとドイツ以外でも飼育が行われるようになった。後に本種もFCIに公認登録申請を出したが、諸事情により公認されなかった。
現在ロシア以外ではあまり知名度は高くないが、国内では人気があり愛好家は多い。近年低アレルゲン犬種が人気を呼んだ際、それに乗じて国外に紹介されたことが多々あったため、犬種に詳しい人にはやや知られている。今も愛玩犬として使われ続けているが、ショードッグとしての育成も始まっている。

## 変種のBolonka Franzuska
1978年、ボロンカ・ツヴェトナはドイツにソビエト連邦からの外交の贈り物として送られた。現地でも人気が出て、1980年代にはこの犬をもとに新品種の開発が行われるようになった。それにより作出された犬はBolonka Franzuskaと呼ばれ、ロシアのものとは別の犬種として認知されるまでにいたったが、国際的な畜権団体であるFCIにはボロニーズの変種と見なされ、新たに公認登録されることはなかった。
ボロンカ・ツヴェトナとBolonka Franzuskaは非常に近い間柄の犬種であるが、それぞれに愛好家と犬種クラブを持ち、互いに独立している。

## 特徴
ボロンカ・ツヴェトナはボロニーズによく似た外見をしているが、それよりもマズルが長く先細りで更に安定した気質を持ち、毛色もバリエーションに富む（ボロニーズ、ビション・フリーゼ、Franzuskaya Bolonkaの毛色はいずれも白のみである）。くりくりとした巻き毛を持っていて、毛は抜けにくく体臭が少ない。又、低アレルゲンで犬アレルギーの人でも軽度であれば飼育が可能である。耳や尾にも飾り毛がある。毛色は白のほか、ブラック、ブルーなどの単色やそれにホワイトのパッチが入ったものなど。華奢な体で身が軽く、耳は垂れ耳、尾は巻き尾。体高24〜26cm、体重2〜5kgの小型犬で、性格は温厚で明朗、知的で物分りがよい。しつけの飲み込みや状況判断力に富み、初心者にも飼育がしやすい犬種である。遺伝的に長命な犬種で、平均寿命は14年以上といわれている。